# Gala de bienfaisance
Pour les articles homonymes, voir Gala.

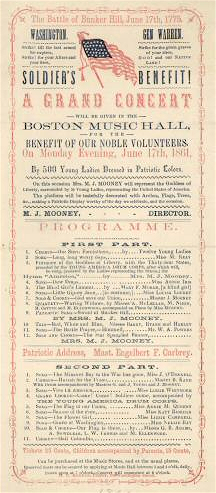
Exemple d'affiche de gala de bienfaisance.

Un gala de bienfaisance, gala de charité ou encore concert de bienfaisance, est un spectacle payant donné par des célébrités dont le bénéfice est versé à une œuvre caritative (comme la Croix-Rouge ou Amnesty International).
Le gala peut prendre différentes formes :
- air d'opéra classique ;
- concert ;
- spectacle comique ;
- match de football.

Les célébrités peuvent intervenir bénévolement ou être rémunérées, ce qui ne manque pas de créer des polémiques.
Le gala peut intervenir de manière périodique (en général annuel), ou après une catastrophe qui a provoqué de nombreux dégâts (une inondation par exemple).